# ファルホド・トゥラエフ
ファルホド・トゥラエフ（Farkhod Turaev 1974年6月14日- ）は、ウズベキスタンの柔道選手。階級は81kg級。身長190cm。

## 人物
1997年のアジア選手権78kg級で2位になると、1999年のアジア選手権81kg級では3位となった。世界選手権では決勝まで進むが、地元イギリスのグレーム・ランドールに敗れたものの銀メダルを獲得した。2000年のシドニーオリンピックでは初戦で敗れた。2002年のアジア競技大会では3位だった。

## 主な戦績
78kg級での戦績
- 1997年 - 韓国国際　3位
- 1997年 - アジア選手権　2位

81kg級での戦績
- 1998年 - ロシア国際　2位
- 1998年 - ドイツ国際　優勝
- 1999年 - アジア選手権　3位
- 1999年 - 世界選手権　2位
- 2001年 - ドイツ国際　優勝
- 2002年 - アジア競技大会　3位